# Andrzej z Krety
Święty Andrzej z Krety, znany również jako Andrzej z Jerozolimy, cs. Swiatitiel Andrej, archijepiskop Kritskij (ur. ok. 650 w Damaszku, zm. 4 lipca 712, 726 lub 740) – biskup Gortyny na Krecie, teolog, twórca Kanonu pokutnego oraz homilii, święty Kościoła katolickiego i prawosławnego.

## Żywot świętego
Jego rodzice byli chrześcijanami. Był niemy od urodzenia aż do siedmiu lat, kiedy zgodnie z przekazami hagiografów został cudownie uzdrowiony po przyjęciu Komunii Świętej. W wieku czternastu lat rozpoczął praktyki duchowe mające przygotować go do stanu kapłańskiego w Ławrze Świętego Sawy Uświęconego nieopodal Jerozolimy, gdzie będąc gorliwym uczniem szybko zwrócił na siebie uwagę przełożonych. Teodor, locum tenens Prawosławnego patriarchatu Jerozolimy (745 – 770) powołał go na stanowisko archidiakona i posłał go do Konstantynopola jako oficjalnego przedstawiciela na Sobór konstantynopolitański III (680-681) zwołany przez cesarza bizantyńskiego Konstantyna IV w celu walki z herezją monoteletyzmu.
Wkrótce po zakończeniu soboru ponownie powrócił do Konstantynopola, gdzie został mianowany archidiakonem Wielkiego Kościoła Hagia Sofia. Ostatecznie otrzymał tron biskupa w Gortynie na Krecie. Pomimo iż był przeciwnikiem herezji monoteletyzmu, wziął udział w nieoficjalnym posiedzeniu (conciliabulum) wysokich dostojników kościelnych w 712, na którym zniesiono ustalenia poprzedniego soboru powszechnego. W następnym roku okazał skruchę wobec tego posunięcia i powrócił do ścisłej wierności doktrynie. Następnie zajął się nauczaniem oraz komponowaniem pieśni. Jego rozprawy są znane z pełnego dostojeństwa i harmonijnego języka. Uważany jest za jednego z najlepszych Oratorów chrześcijańskich epoki bizantyńskiej.

## Twórczość
Obecnie św. Andrzej z Krety jest znany głównie jako twórca pieśni. Przyjmuje się, że zapoczątkował (lub co najmniej wprowadził do liturgii prawosławnej) nowy rodzaj pieśni kościelnej zwany kanonem. Najsłynniejszym jego dziełem jest Wielki Kanon Pokutny, śpiewany w cerkwiach podczas pierwszych czterech dni Wielkiego Postu (we fragmentach) oraz w czwartek piątego tygodnia Wielkiego Postu (w całości).

## Kult
Jego wspomnienie liturgiczne w Kościele katolickim obchodzone jest 4 lipca.
Cerkiew prawosławna i Kościół greckokatolcki wspominają św. Andrzeja 4/17 lipca, tj. 17 lipca według kalendarza gregoriańskiego.

Cerkiew tytułuje go wielkim nauczycielem pokuty i otacza powszechnym kultem.
W ikonografii przedstawiany jest w greckich biskupich szatach (z dużymi krzyżami), ma krótką brodę i niewielką łysinę czołową.

## Przekłady na język polski
- Andrzej z Krety, Kazania, w: ks. Szczepan Pieszczoch, Patrologia, t.2: Ojcowie mówią, Gniezno 1994, s. 235-236.
- Andrzej z Krety, Oda pierwsza, przeł. M. Bednarz, w: Światła ekumeny. Antologia patrystyczna, oprac. Andrzej Bober, Kraków 1965, s. 536-538.
- Andrzej z Krety, Oda szósta, przeł. M. Bednarz, w: Światła ekumeny. Antologia patrystyczna, oprac. Andrzej Bober, Kraków 1965, s. 538-543.
- św. Andrzej z Krety, Pieśń pokutna, w: Verbraken Patrick – Pierre Dom OSB, Starowieyski Marek Ks., Ojcowie Kościoła. Panorama patrystyczna, Warszawa 1991, Wyd. Archidiecezji Warszawskiej, s. 238-242.